# Teufelsküche (Landsberg am Lech)

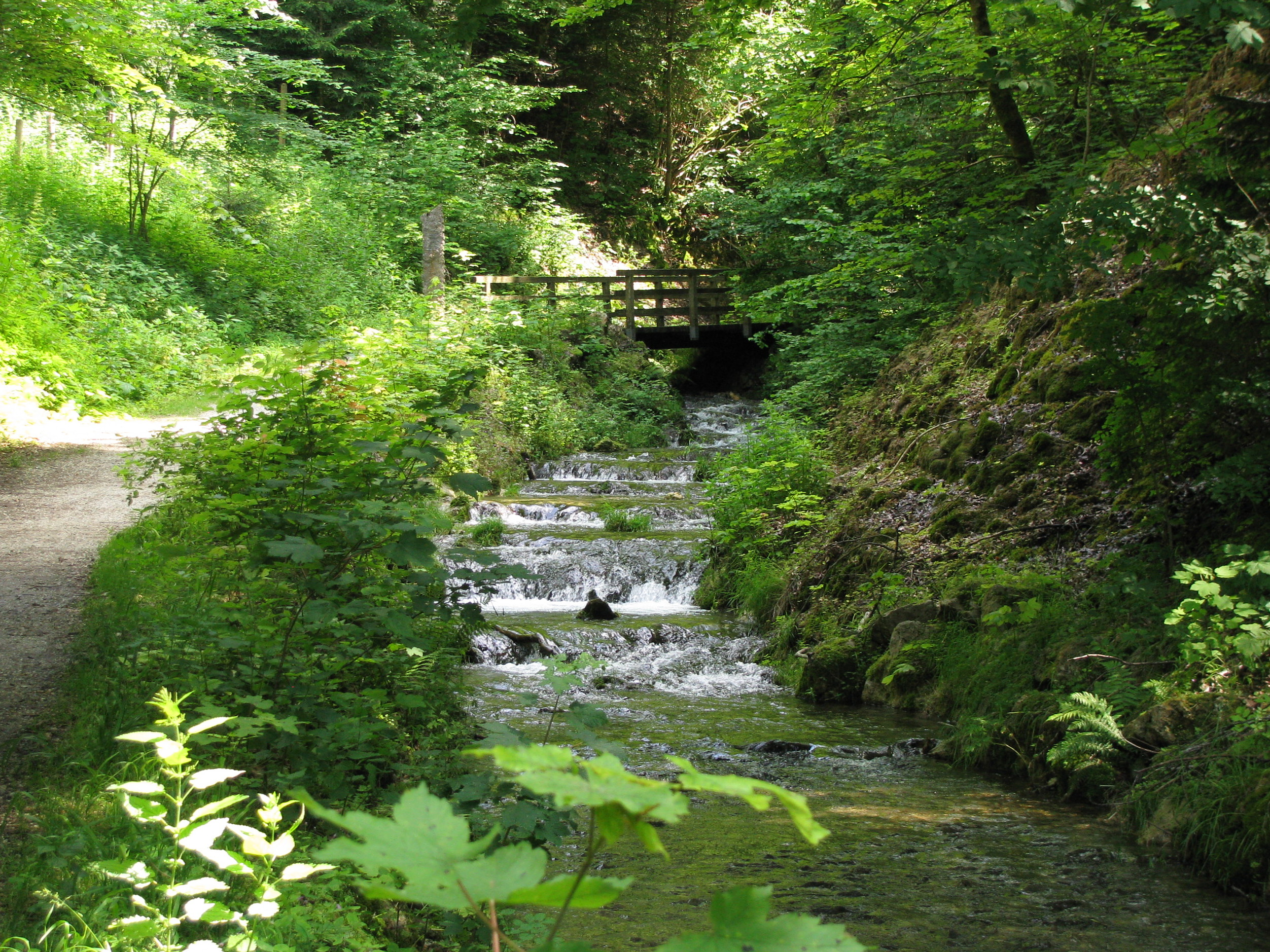
Der durch die Teufelsküche fließende Dorfängerbach

Die Teufelsküche ist ein Quell- und Naherholungsgebiet der großen Kreisstadt Landsberg am Lech, aus der die Stadt einen Teil ihres Trinkwassers bezieht. Sie wird vom Dorfängerbach durchflossen.

## Landschaftsschutz
Sie gehört zum Naherholungsgebiet Pössinger Au, das sich südlich von Landsberg entlang des Lechs erstreckt und mit einem Überbleibsel der alten Stadtbefestigung, dem Nonnenturm, beginnt. Das Gebiet gehört zum Landschaftsschutzgebiet Lechtal-Süd und leistet einen wichtigen Beitrag zum Natur- und Umweltschutz; seltene Tier- und Pflanzenarten wie Uhus oder Orchideen sind hier zu finden, aber auch für menschliche Besucher ist gesorgt.

## Freizeitangebote

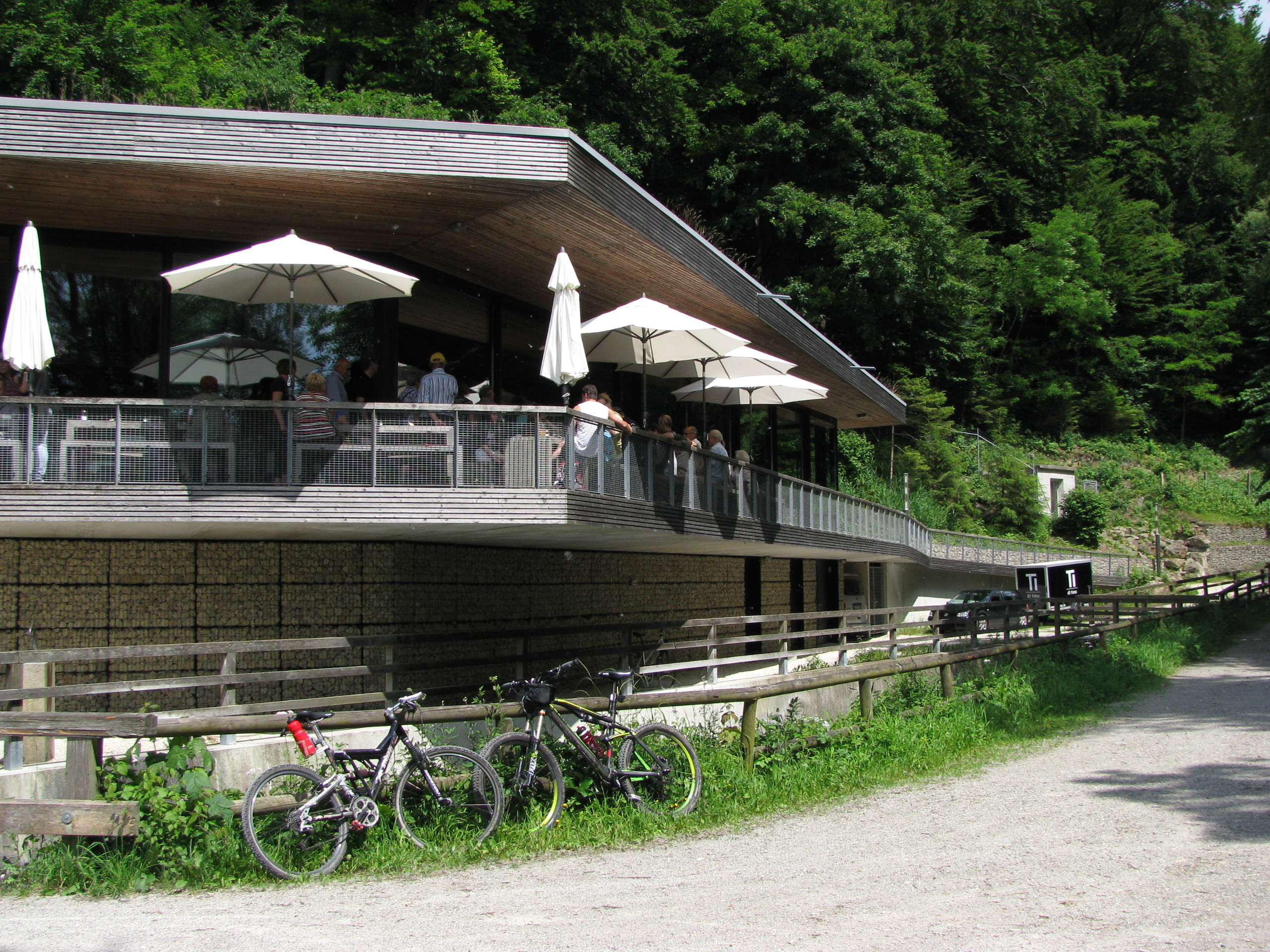
Gaststätte

Neben einem Kneippbad, begehbaren Wildgehegen mit Wildschweinen und Damwild, dem Stausee mit Bootsverleih und der romantischen Teufelsschlucht laden auch ein Campingplatz, zahlreiche Rad- und Wanderwege sowie gastronomische Angebote zur Freizeitgestaltung ein.
Im Rahmen des Projekts „Wasser Landsberg 2010“ widerfuhr der Teufelsküche Pitzling eine Generalsanierung, wodurch die Trinkwasserversorgung für Landsberg-Ost auf weitere Jahre sichergestellt werden konnte. In das Gebäude der 2006 erneuerten Pumpstation wurde eine Panorama-Gaststätte mit Blick über den See integriert.

## Sagen um die Teufelsküche
Dank Karl Freiherr von Leoprechting, der bis 1857 das nahegelegene Schloss Pöring mit der sehenswerten Schlosskapelle bewohnte und von dem 1885 eine Sagensammlung veröffentlicht wurde, blieben die zahlreichen Sagen und Legenden der Teufelsküche und des Lechrains bis in unsere Zeit hinein erhalten.
Eine Sage erzählt, eine alte Frau, zu Lebzeiten als Hexe angesehen, sei aus ihrem Grab verschwunden und habe nur einen Kohlenhaufen dort zurückgelassen. Die entsetzten Einwohner der Stadt hätten diese Kohlen zur Teufelsküche getragen, um sie dort ins Wasser zu kippen, doch seien die Kohlen dort von selbst in Brand geraten, und der Rauch und Qualm sei nachts immer noch über der Teufelsküche zu sehen.
Außer dem Qualm der Hexenkohlen soll in der Schlucht auch ein kopfloser Mann zu sehen sein – der Geist eines Ehebrechers, der sich einst in der Teufelsküche mit seiner jungen Freundin getroffen habe, durch einen Sturz dort zu Tode gekommen und enthauptet worden sei.
In den Rauhnächten um Epiphani (Heilig-Drei-König) hält einer Legende nach „Sixtus mit den glühenden Händen“, der im Spätmittelalter auf Schloss Pöring lebendig eingemauert wurde und vergeblich versuchte, sich mit den Händen aus seinem Steingrab zu befreien, die Pitzlinger heute noch in Atem.